# Torre Urquinaona
La Torre Urquinaona es una edificio de oficinas de estilo racionalista de Barcelona construido en 1971, está incluido en el Inventario del Patrimonio Arquitectónico de Cataluña. El edificio tiene una elevada altura de 70 metros y 22 plantas. Alberga un consulado de Eslovaquia.
El edificio se encuentra en el chaflán entre la Plaza de Urquinaona y la Calle Lauria, a escasos metros de la Plaza de Cataluña, en pleno centro de la ciudad. Hoy en día sería dudosamente legal levantar un edificio de estas características en el centro de Barcelona, sin embargo, durante el mandato de José María de Porcioles la normativa fue más flexible y se permitió la construcción de edificios de altura como este o el Edificio Colón en el centro de la ciudad.
En 1999 la torre fue víctima de un incendio que arrasó con 3 plantas del edificio.